# Rysk ängssilja
Rysk ängssilja (Silaum alpestre) är en flockblommig växtart som först beskrevs av Carl von Linné, och fick sitt nu gällande namn av Albert Thellung. Rysk ängssilja ingår i släktet ängssiljor, och familjen flockblommiga växter. Arten förekommer tillfälligt i Sverige, men reproducerar sig inte.